# Пти, Алексис Терез
Алексис Терез Пти (фр. Alexis-Thérèse Petit) (1791—1820) — французский физик.
В шестнадцать лет поступил в Политехническую школу и окончил её в 1809 году. По окончании курса оставлен при школе в качестве репетитора по «анализу», а затем по физике. В 1815 году, получив докторский диплом, признан заслуженным профессором в Политехнической школе.
За свою короткую жизнь дал несколько замечательных работ, помещавшихся в «Annales de physique», из которых главнейшие:
«Mémoires sur les variations que le pouvoir refringent d’une même substance êprouve dans les divers états d’aggré gation…», написанная в соавторстве с Араго в 1814 году «Mémoires sur l’emploi du principe des forces vives dans le calcul des machines» (1818), «Recherches sur la mésure des tempè ratures et sur les lois de la communication de la chaleur» (1818; написано вместе с Дюлонгом). Ему принадлежит вместе с Дюлонгом открытие закона теплоёмкостей — закон Дюлонга — Пти.
Список работ Пти дан в «Catologue of scientific papers» (Л., 1870).

## Память
В 1976 году Международный астрономический союз присвоил имя Алексиса Пти кратеру на видимой стороне Луны.